# Bergschule (Weißenfels)

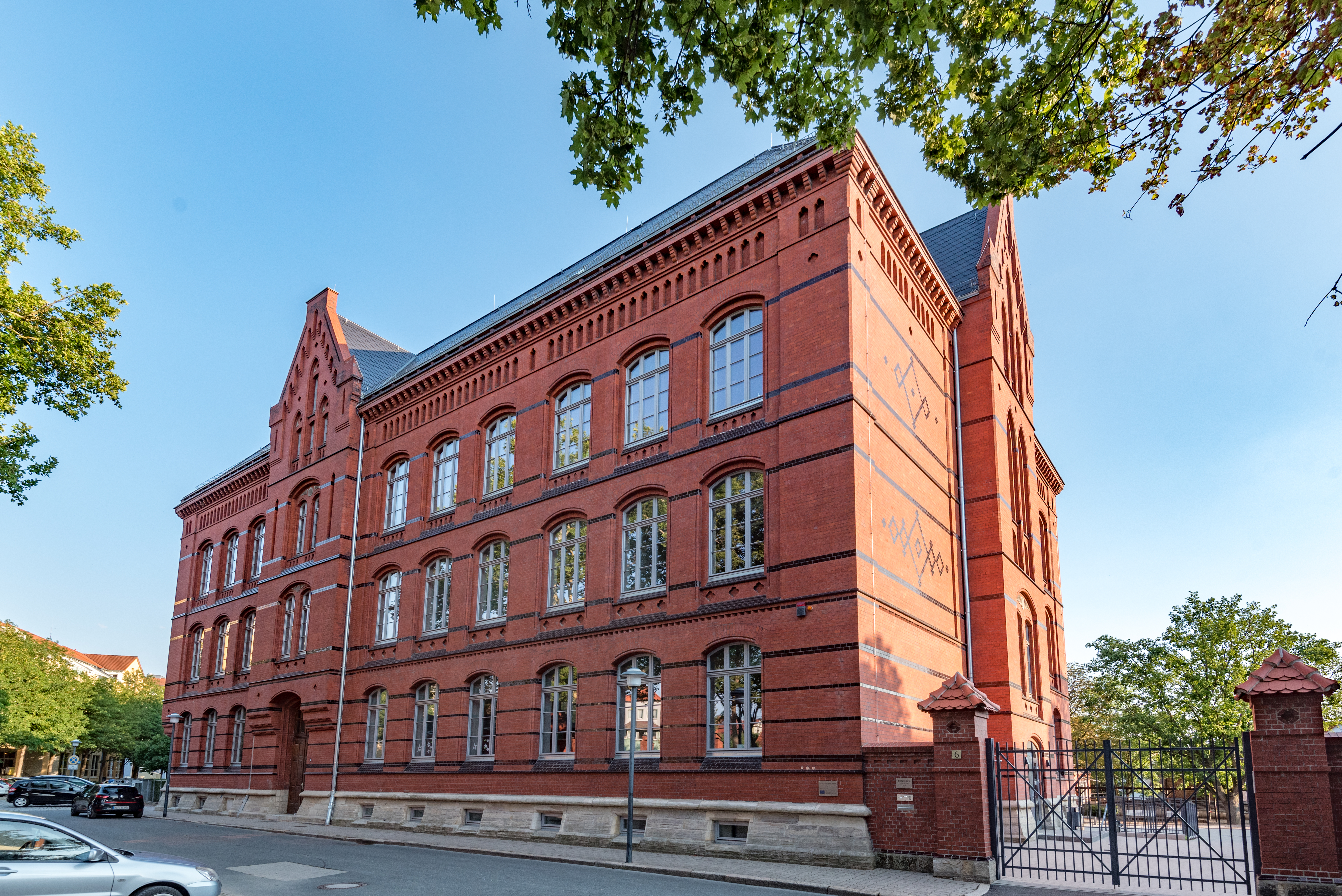
Bergschule in Weißenfels

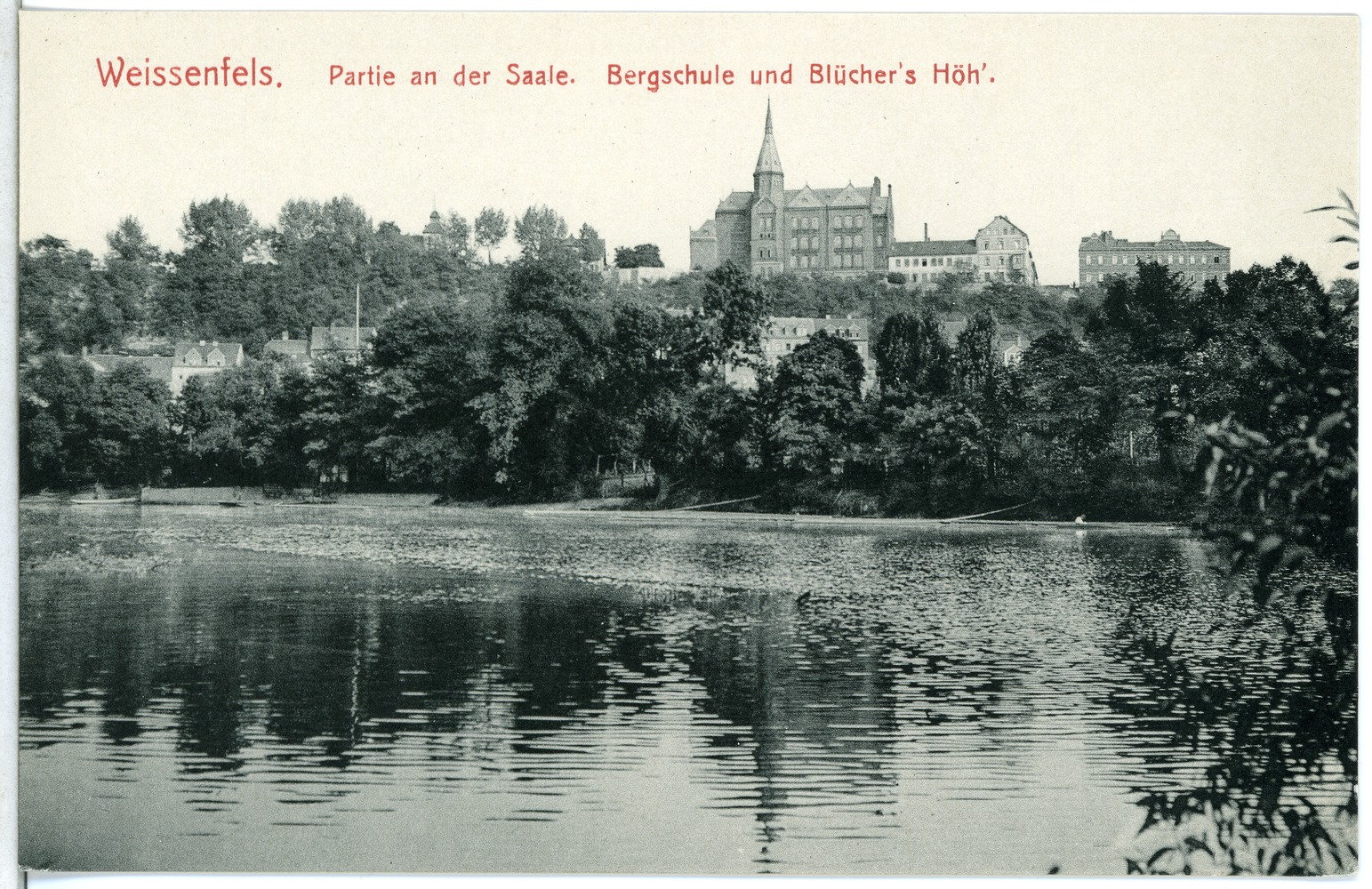
Blick zur Bergschule 1912 mit Turmhelm

Die Bergschule ist ein denkmalgeschützter Gebäudekomplex in der Stadt Weißenfels in Sachsen-Anhalt. Im örtlichen Denkmalverzeichnis sind die Gebäude mit der Adresse Karl-Liebknecht-Straße 6 unter der Erfassungsnummer 094 09183 als Baudenkmal verzeichnet.

## Geschichte
Das Haus I der Bergschule, deren Name von der Berglage herrührt, wurde am 11. April 1899 als Volksschule eingeweiht und das Haus II am 16. September 1899. Ein ursprünglich zum Haus II gehörender Turm wurde aufgrund der instabilen Hanglage zurückgebaut. Während des Zweiten Weltkriegs war ein Schulbetrieb schwer möglich, da die Wehrmacht das Gebäude mit nutzte. Nach Kriegsende wurde das Gebäude zur Kaserne erklärt und von Plünderern stark verwüstet. Nach der Übernahme durch die Russische Besatzungsmacht wurde die Wiederaufnahme des Schulbetriebs im Gebäude angestrebt, was mit intensiven Aufräumarbeiten und Reparaturen einherging. Am 1. Oktober 1945 konnte der Schulbetrieb wieder aufgenommen werden.
Bis 1947 wurden Jungen und Mädchen getrennt, auf die beiden Häuser aufgeteilt, von einander unterrichtet. Im selben Jahr erhielt die Schule einen Filmraum, der für Unterrichtsfilme genutzt wurde aber auch Nachrichtenbeiträge wurden Abends öffentlich gezeigt. Im Schuljahr 1948/49 war die Kapazität der Schule mit insgesamt 2.353 Schülern, in 44 Klassen mit bis zu 57 Schülern, erreicht. In den folgenden 10 Jahren entstanden durch die Eigeninitiative der Lehrkräfte zahlreiche Fachräume errichtet wie das Biologiekabinett, das erweiterte Chemielabor, sowie ein Werkraum.
Die Schülerzahlen gingen mit den Jahren zurück, so dass man im Jahr 1960 noch 1.500 Schüler auf beide Häuser aufgeteilt zählte. 1985 erfolgte eine Zusammenführung der beiden Häuser zu einem Trakt. 1990 besuchten noch 400 Schüler die Schule. 1991 teilte man die Gebäude wieder in zwei Schulen. Im Haus I befand sich eine Grundschule und im Haus II eine Sekundarschule. Im Schuljahr 1998/99 zählte man in 9 Klassen noch insgesamt 135 Schüler. Zu diesem Zeitpunkt war die Sekundarschule bereits geschlossen und die Schüler auf Schulen im Stadtgebiet aufgeteilt. Heute befindet sich noch eine Grundschule im Gebäude, das zuletzt von 2015 bis 2016 saniert wurde.

## Architektur
Der Gebäudekomplex, erbaut 1899 und 1904, besteht aus zwei neugotischen Ziegelbauten, einem Haupt- und einem Nebengebäude. Über dem südlichen Treppenhaus des Hauptgebäudes befand sich ursprünglich ein steiler Helm, der sich an die Silhouette der ehemaligen Weißenfelser Burg anlehnte. Bemerkenswert sind die reichen Baudetails der Gebäude.